# Кристал (город, Миннесота)
Кристал (англ. Crystal) — город в округе Хеннепин, штат Миннесота, США. На площади 15,2 км² (15 км² — суша, 0,2 км² — вода), согласно переписи 2010 года, проживают 22 151 человек. Плотность населения составляет 1517,1 чел./км².
- Телефонный код города — 763
- Почтовый индекс — 55422, 55427, 55428, 55429
- FIPS-код города — 27-14158[1]
- GNIS-идентификатор — 0642518[2]